# رودولف اندرسن
رودولف اندرسن (دانمارکی: Rudolf Andersen; ۱۱ اوت ۱۸۹۹ – ۷ ژوئیهٔ ۱۹۸۳) ژیمناست هنری اهل دانمارک بود.